# Biserica „Sfântul Nicolae” din Hagiești
Biserica „Sfântul Nicolae” din Hagiești este un monument istoric aflat pe teritoriul satului Hagiești, comuna Sinești. În Repertoriul Arheologic Național, monumentul apare cu codul 105062.